# Humptulips
Humptulips, pleme američkih Indijanaca porodice Salishan nasetanjeno na rijeci Humptulips u zapadnom Washingtonu i dijelu Grays Harbora, uključujući i Hoquiam Creek i rijeku Whiskam. Jezično Najsrodniji su Chehalisima. Populacija im je 1888., prema Olsenu, spala na svega 18 duša; 21 (1904). 

## Sela
U prošlosti imali su 12 sela:
- Hli'mumi (Curtis, 1907-9), kod North Covea.
- Hoquiam, na Hoquiam Greek.
- Hooshkal (Gibbs), on the north shore of Grays Harbor.
- Kishkallen (Gibbs), sjeverna obala Grays Harbor.
- Klimmim (Gibbs; 1877).
- Kplelch (Curtis), na ušću North Rivera.
- Kwapks (Curtis, 1907-9), ušće North Rivera.
- Mo'nilumsh (Curtis), u Georgetownu.
- Nooachhummik (Gibbs), na obali sjeverno od Grays Harbora.
- Nookalthu (Gibbs), sjeverno od Grays Harbora.
- Nu'moihanhl (Curtis), u Tokelandu.
- Whishkah, na rijeci Whishkah.

## Kultura
Humptulipsi čine dio šire zajednice Lower Chehalis i pripadaju kulturnom području Sjeverozapadne obale. Ribolov, sakupljanje (kopanje korijenja) i nešto manje lov glavni su oblici privređivanja. 

## Povijest
Chehalis plemena svoju populaciju gube 1850.-tih godina, a njihovi ostaci danas su udruženi u konfederaciju Confederated Tribes of the Chehalis, u koju su uz Humptulipse konfederirani i Hoquiam, Hooshkal, Klimmin, Nooskhom, Satsop, Wynooche i Wishkah. rezervat se nalazi u okrugu Grays Harbor.

## Vanjske poveznice
- Confederated Tribes of the Chehalis  Arhivirana inačica izvorne stranice od 17. kolovoza 2007. (Wayback Machine)